# Greci ciprioti
I greci ciprioti (in greco moderno Έλληνες Κύπριοι; in turco Kıbrıslı Rumlar) sono la popolazione cipriota di etnia greca, che forma la più grande comunità etnolinguistica dell'isola, contenente il 78% della popolazione. I greci ciprioti fanno parte della chiesa di Cipro, un'autocefalia della Chiesa greco-ortodossa entro la comunità ortodossa cristiana.

## Simboli e identità
I simboli identitari elementari della comunità greco-cipriota si riflettono nell'uso quotidiano di due bandiere, quella della Repubblica di Cipro e quella della Grecia, entrambe ampiamente utilizzate e visibili nella parte meridionale dell'isola controllata dalla Repubblica di Cipro. La bandiera cipriota era stata originariamente progettata con l'obiettivo di essere un simbolo neutrale di unità tra le due comunità, evitando così l'uso dei colori blu, associato alla Grecia e alla comunità greco-cipriota, e rosso, associato alla Turchia e alla comunità turco-cipriota. Nonostante questi sforzi, la bandiera ha finito per essere associata alla comunità greco-cipriota dell'isola. Va notato che il creatore della bandiera di Cipro è stato İsmet Güney, un cittadino turco-cipriota.

## Diaspora
Oltre alle comunità del Regno Unito, ci sono greco-ciprioti in Australia, Sudafrica, Grecia, Canada e Stati Uniti.